# Knud Jessen
Knud Jessen ( 29 de noviembre de 1884 - 14 de abril de 1971) fue un botánico, palinólogo y geólogo del cuaternario danés.
De 1917 a 1931 fue geólogo del gobierno. En ese año, sucede a C.H. Ostenfeld como profesor de Botánica en la Universidad de Copenhague y director del Jardín Botánico de la Universidad de Copenhague, posición que mantuvo hasta su retiro en 1955.
Su obra científica concierne principalmente a la historia de la vegetación durante la "Era Interglacial Riss-Würm", el periodo de la Glaciación de Würm o Wisconsin y en el Holoceno investigada usando análisis de polen.
Jessen se pone en contacto con el naturalista irlandés Robert Lloyd Praeger, realizando el trabajo de campo en la geología del cuaternario de Irlanda durante 1934-1935. Junto con su asistente, Frank Mitchell, fue capaz de describir tanto la vegetación post-era interglacial Riss-Würm]] de Irlanda, con la presencia en Irlanda de tales plantas como Rhododendron ponticum, Abies alba, Ericatia scoparia, Buxus sempervirens.

## Honores
Es homenajeado con doctorados honorarios de la Universidad de Cambridge y de la Universidad de Dublín. Fue miembro de la Real Academia Danesa de Ciencias y Letras y sirviendo en la agrupación de directores de la Carlsberg Foundation.
- La abreviatura «K.Jess.» se emplea para indicar a Knud Jessen como autoridad en la descripción y clasificación científica de los vegetales.[3]

## Obra
- Jessen, K. 1920. Moseundersøgelser i det nordøstlige Sjælland. Med Bemærkninger om Træers og Buskes Indvandring og Vegetationens Historie (Bog investigations in Northeast Zealand with notes on the immigration of trees and shrubs and the development of the vegetation). Doctoral dissertation. Danmarks Geologiske Undersøgelse, II.række, 34, 1-243.

- Jessen, K. & V. Milthers. 1928. Estudios estratigráficos y palaeontológicos de los depósitos interglaciares de agua dulce en Jutlandia y noroeste de Alemania. Danmarks Geologiske Undersøgelser II rk. Vol. 48: 1-379

- Jessen, K. 1935. The composition of the forests in northern Europe in Epipalaeolithic time. Biologiske Meddelelser, Kongelige Danske Videnskabernes Selskab. 64 pp.

- Jessen, K., Aug. Mentz. 1937-1940. Vilde Planter i Norden (Plantas Silvestres en la Región). 2ª ed. en 1949 a 1951), 3ª ed. de 1957 a 1959) por Knud Jessen & Kai Gram. Cuatro tomos sobre plantas vasculares. En 1951 un suplemento de un tomo sobre Briófitas de Paul E.E. Gelting, Carl A. Jørgensen, Mogens E. Køie, G.E.C. Gad, Copenhague

- Jessen, K. 1949. Studies in Late Quaternary deposits and flora-history of Irlanda. Proc. of the Royal Irish Academy, 52, sect. B, N.º 6: 85-290